# قارچ فنجانی زرد
قارچ فنجانی زرد (نام علمی: Caloscypha fulgens) نام یک گونه از subdivision قارچ‌های فنجانی است.